# Басса (письмо)

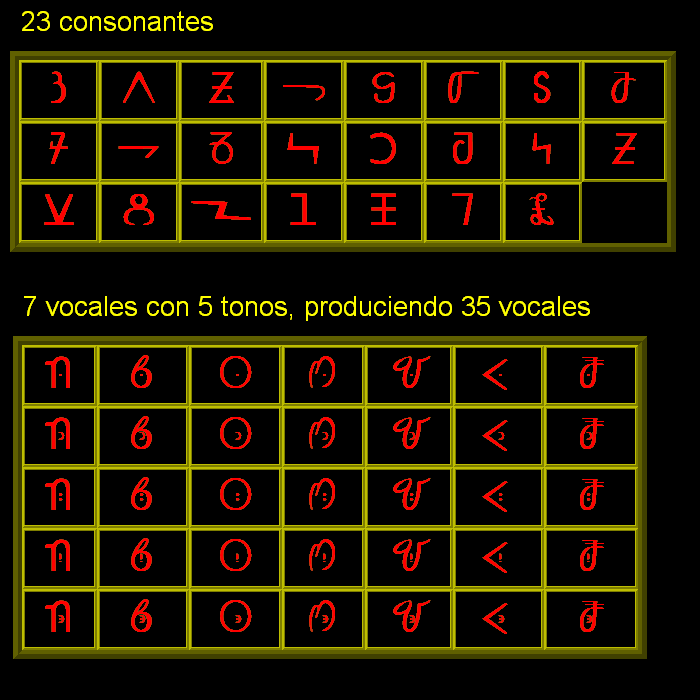
Некоторые буквы письма басса

Письмо басса — алфавит, употребляющийся для записи языка басса, одного из языков Либерии.
Язык басса принадлежит к языкам кру и имеет около 300 000 носителей, проживающих главным образом в Либерии (см. басса (народ)).
Письменность басса иногда описывается как слоговое письмо, подобное письменности ваи. В действительности, письмо басса является алфавитом. Оно включает 30 согласных, 7 гласных и пять тонов. Тоны обозначаются системой точек и черт, ставящихся внутри гласных букв.
На басса он называется «вах», что означает «ставить знак».

## Происхождение
Происхождение алфавита басса неясно.
В 1900-х годах басса по имени Томас Нарвин Льюис (Фло Дарвин Льюис, llamado Thomas Gbianvoodeh Lewis) открыл, что бывшие рабы басса, живущие в Бразилии и Вест-Индии, всё еще используют собственную письменность. Льюис раньше не встречался с этим алфавитом, и после того как выучил его сам, решил возродить письменность басса в Либерии.
По другой версии, алфавит был разработан Льюисом самостоятельно.
Льюис получил докторскую степень по химии в Сиракузском университете в США. После окончания учёбы он вернулся в Либерию, предварительно заказав в Дрездене печатный станок для своей письменности. В Либерии он основал школу, в которой обучение происходило на письменности басса. Первая книга вышла около 1907 года.
В настоящее время МФА в большой степени заменил письменность басса главным образом из-за технических сложностей с применением последней в издательском деле. Однако она пользуется большим уважением и всё еще используется людьми старшего возраста, преимущественно для ведения записей.